# Catamecia balestrei
Catamecia balestrei là một loài bướm đêm trong họ Noctuidae.